# Іса-бек Гаджинський
Іса-бек Абдулсалам-бек огли Гаджинський (азерб. İsa bəy Əbdülsalam bəy oğlu Hacınski; 1861, Баку — 1919, там же) — один з найбільших бакинських нафтопромисловців і меценатів початку XX століття, купець першої гільдії.

## З біографії
Іса Бей Гаджинський народився в Баку в 1861 році. Він навчався вдома і говорив кількома мовами. Іса Бей був спадковим власником великих земельних володінь від свого батька, на яких були виявлені значні поклади нафти (переважно в селах Балахани і Рамана). Гаджинський на початку XX ст. розвиває бурхливу підприємницьку діяльність в сфері нафтової індустрії. У 1903 р. він заснував компанію, яка протягом перших двох років свого існування вийшла на рівень видобутку в півмільйона пудів нафти на рік. У 1910 році компанія мала 11 свердловин, 5 парових котлів і 5 парових машин загальною потужністю 145 кінських сил. Підприємство обслуговувало 30 кваліфікованих робітників. Крім балаханських промислів, Іса бек Гаджинський став одним з піонерів нафтовидобутку на острові Челекен біля туркменського узбережжя, володів гасовим заводом в Чорному місті в Баку. У 1912 році нафтопромислова фірма «Іса-бек Гаджинський» мала один повний голос у раді З'їзду бакинських нафтопромисловців. Ще одним голосом володіла фірма «Іса-бек Гаджинський і брати Гадімови».

## Благодійність
Іса-бей Гаджинський, почесний благодійник Олександрівської гімназії, збільшив свій внесок з 800 до 1000 рублів на рік, а також у 1913 році він витратив 1000 рублів на придбання кінематографа для школи. Це було рідкісне явище для шкіл того часу. Він також був першим власником автомобіля в Баку. У листопаді того ж року Хажинський придбав дачу в Мінеральних Водах. Таким чином студенти зі слабким здоров'ям мали змогу відпочити та підлікуватися. Іса-бей Гаджинський також був почесним протектором Бакинської чоловічої гімназії. Навчання в гімназії було платним, але діти бідної сім'ї навчалися там безкоштовно. За благодійну діяльність Іса-бей Гаджинський був нагороджений двома орденами Святого Станіслава (ІІІ і IV ступеня).